# 一橋大学大学院経済学研究科・経済学部
一橋大学大学院経済学研究科（ひとつばしだいがくだいがくいんけいざいがくけんきゅうか、英称:Graduate School of Economics）は、一橋大学に設置される大学院研究科の1つである。また、一橋大学経済学部（ひとつばしだいがくけいざいがくぶ、英称:Faculty of Economics）とは、一橋大学に設置される学部の1つである。経済学研究科と経済学部は一体となって運営されているため、この記事で合わせて解説する。

## 概要
一橋大学大学院経済学研究科・経済学部は、一橋大学に設置される大学院研究科及び学部である。日本初の商科大学である官立旧制東京商科大学経済学科が、1949年に改組され一橋大学経済学部となった。
一橋大学の前身にあたる商法講習所以来の伝統を引き継ぎ、経済学の研究教育を行う。専攻としては、経済理論・経済統計専攻、応用経済専攻、経済史・地域経済専攻、比較経済・地域開発専攻の4専攻体制となっており、各専攻の修士課程は研究者養成コースと専修コースからなる。専修コースには、専門職業人養成プログラムとして、公共政策、統計・ファイナンス、地域研究の3プログラムがある。学部定員は275名。
伝統的に学部間の壁が薄く、他学部の科目を原則自由に履修できる他、法学部の単位を一定数取得する法学副専攻プログラム及び国際関係副専攻プログラムも設置されている。また学士・修士一貫教育により、学部入学から5年間で大学院まで修了できる5年一貫教育プログラムがあり、大学院修士課程や、博士後期課程においても飛び級制度がある。

## 沿革

### 略歴
前身の東京高等商業学校時代から、経済学の研究教育は行われており、19世紀末にドイツに留学した福田徳三により、経済理論や経済史の導入が行われるなどした。多くの研究者が養成され、福田門下からは、近代経済学を導入した中山伊知郎や、雁行形態論を提唱した赤松要、ミクロ経済学研究の先駆者となった文芸評論家の大熊信行などが輩出された。第二次世界大戦後、山田雄三により国民所得分析の先駆的研究がなされ、これは一橋大学経済研究所で大川一司や篠原三代平らに引き継がれた。
歴史学研究の先駆としては、1907年に坂西由蔵によって翻訳された、福田徳三によるドイツ語の『日本経済史論』での日本社会経済史研究がある。福田門下の上田貞次郎はイギリスに留学し、産業革命史の研究等を行った。三浦新七はドイツで文明史のカール・ランプレヒトに師事して歴史学を学び、初代社会学部長を務めた中世ヨーロッパ史の上原専禄や、法学部で法制史を担当した町田實秀などの研究者を養成した。また、中国研究の根岸佶門下から中国史の村松祐次が、日本経済史の幸田成友門下から中世ヨーロッパ史の増田四郎が輩出された。一方、日本経済史講座は第二次世界大戦で担当者が戦死したため、1958年に永原慶二が招聘され、戦国大名研究で有名な池享なと、多くの門下生を育てた。

### 年表
- 1949年 - 一橋大学に経済学部が設置される[1]。
- 1953年 - 大学院経済学研究科修士課程及び博士課程を設置[1]。
- 1998年 - 大学院重点化し、経済学部基礎課程・応用課程が経済学科に改組される[1]。
- 2005年 - 法学研究科と共同で専門職大学院の国際・公共政策大学院を開設[6]。
- 2007年 - 金融工学教育センターを設置[13]。
- 2008年 - 現代経済システム研究センターを設置[14]。
- 2018年 - 帝国データバンクとの共同研究契約に基づき帝国データバンク企業・経済高度実証研究センターを設置[15][16]。

## 組織
- 経済学研究科
  - 経済理論・経済統計専攻
  - 応用経済専攻
  - 経済史・地域経済専攻
  - 比較経済・地域開発専攻
  - 帝国データバンク企業・経済高度実証研究センター
  - 金融工学教育センター
  - 現代経済システム研究センター
  - 事務部
- 経済学部
  - 経済学科

## 学部長
- 佐藤主光（2023年 - ）

## 刊行物
一橋大学経済学部は日頃の研究成果を発表する為に以下の冊子を発行している。
- 「一橋経済学」